# Parroquia de la Catedral (Zamora)
La parroquia de la Catedral o de San Pedro y de San Ildefonso es una parroquia del arciprestazgo de Zamora-ciudad, perteneciente a la diócesis de Zamora.

## Historia
Aparece descrita en La provincia de Zamora: guía geográfica, histórica y estadística de la misma (1905) de Felipe Olmedo y Rodríguez con las siguientes palabras:

Parroquia de San Pedro y de San Ildefonso, ó sea de la Catedral.—Esta parroquia lleva el título de arciprestal: la línea de su circuito parte de la puerta de San Martín, comprende el número 1.º de la calle de Carniceros y sube por la acera izquierda del paseo de San Martín, para entrar en la calle de las Damas hasta los números 10 y 31 inclusive; sigue por las calles de Moreno, Doncellas y Chimeneas, plazuela y cuesta de San Cipriano, desde la muralla antigua hasta el número 4, y dirigiéndose rectamente al número 14 de la cuesta del Pizarro, que se incluye en su circuito, corre por el Sor hasta la margen izquierda del Duero, por la cual se extiende al Poniente hasta comprender los Pisones; vuelve desde allí por al carretera de este nombre y de Gijón al pontón del Espíritu-Santo y se dirige por el camino transversal que conduce al paseo de San Martín y de abajo y por la carretera de la ronda, subiendo luego desde ella perpendicularmente al punto de la muralla que corresponde al número primero de la calle de Carniceros. Comprende en su distrito las Iglesias de San Claudio, que es su ayuda de parroquia, San Isidoro, San Cipriano con Santiago el Viejo, que quedan incorporadas y sujetas á dicha matríz.
(Olmedo y Rodríguez, 1905, pp. 91-92)

En la actualidad, la parroquia pertenece al arciprestazgo de Zamora-ciudad, integrado dentro de la diócesis de Zamora, y tiene por encargado a Juan Luis Martín Barrios.